# Landport

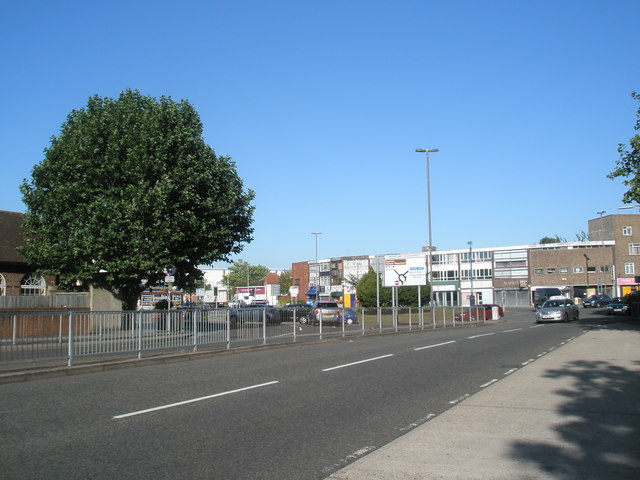
Strada commerciale

Landport è un quartiere situato vicino al centro dell'Isola di Portsea e fa parte della città di Portsmouth, in Inghilterra.
Il quartiere contiene la principale zona commerciale per Portsmouth. Prima della seconda guerra mondiale il distretto era anche una zona residenziale, principalmente per i dipendenti del cantiere navale e le loro famiglie. Il distretto fu pesantemente danneggiato dai bombardamenti durante la guerra. Dopo la guerra fu deciso che la maggior parte delle case rimanenti erano al di sotto della norma e l'area fu in gran parte ripulita. Parte dell'area bonificata è stata utilizzata per il controverso Tricorn Centre.
Landport comprendeva l'Old Commercial Road, che fu il luogo di nascita dello scrittore inglese Charles Dickens, nato il 7 febbraio 1812. La sua ex casa è ora il Museo della Casa Natale di Charles Dickens a Buckland.
L'area ospita la chiesa di Sant'Agata, originariamente costruita sotto l'allora missione di Robert William Radclyffe Dolling.